# Fincantieri-Bauliste
Die Fincantieri-Bauliste gibt einen Überblick über Schiffe, die auf Werften des italienischen Schiffbauunternehmens Fincantieri entstanden. Die Daten beschreiben die Schiffe zum Zeitpunkt der Ablieferung. Spätere Umbauten sowie Änderungen des Namens bzw. des Eigners sind nicht berücksichtigt.
Nachstehende Liste, die vorwiegend Kreuzfahrtschiffe umfasst, ist nicht vollständig.
| Ablieferung | Name                  | Baunummer | Vermessung (BRZ) | Auftraggeber/Eigner/Betreiber            | Bemerkungen |
| ----------- | --------------------- | --------- | ---------------- | ---------------------------------------- | --- |
| 1980        | Aurelia               | 4351      | 9.485 BRT        | Tirrenia di Navigazione                  | Ro-Ro-Auto- und Personenfähre |
| 1984        | Andinet               |           | 11.731           | Ethiopian Shipping Line                  | |
| 1985        | Giuseppe Garibaldi    |           |                  | Marina Militare Italiana                 | Flugzeugträger der italienischen Marine |
| 1987        | Micoperi 7000         | 5824      | 117.812          | SAIPEM Com. Maritimo Soc. Unipessoal LDA | halbtauchender Schwimmkran |
| 1989        | Logudoro              |           | 6.505            | Ferrovie dello Stato                     | RoRo-Schiff der italienischen Staatseisenbahn |
| 1996        | Carnival Destiny      | 5941      | 101.353          | Carnival Cruise Line                     | Erstes Kreuzfahrtschiff mit einer Tonnage von mehr als 100.000 BRZ, Typschiff der Destiny-Klasse                                                       |
| 1997        | Rotterdam             | 5980      | 61.849           | Holland-America Line                     | Kreuzfahrtschiff, Schwesterschiffe: Amsterdam, Volendam und Zaandam                                                                                    |
| 1998        | Disney Magic          | 5989      | 83.338           | Disney Cruise Line                       | Erster Kreuzfahrtschiffneubau der Disney Cruise Line                                                                                                   |
| 1998        | Grand Princess        | 5956      | 108.806          | Princess Cruises                         | bei Indienststellung größtes und teuerstes Kreuzfahrtschiff der Welt, Typschiff der Grand-Klasse (drei Schiffe)                                        |
| 1998        | Aries (Schiff)        | 6008      | 11.347           | Tirrenia                                 | Schnellfähre des Typs MDV 3000 |
| 1998        | Taurus                | 6009      | 11.347           | Tirrenia                                 | Schnellfähre des Typs MDV 3000 |
| 1999        | Carnival Triumph      | 5979      | 101.509          | Carnival Cruise Line                     | Kreuzfahrtschiff, Typschiff der Triumph-Klasse (vier Schiffe)                                                                                          |
| 1999        | Disney Wonder         | 5990      | 83.308           | Disney Cruise Line                       | Kreuzfahrtschiff |
| 1999        | Excelsior             |           | 39.777           | Grandi Navi Veloci                       | Schnellfähre |
| 1999        | Capricorn             | 6046      | 11.347           | Tirrenia                                 | Schnellfähre des Typs MDV 3000 |
| 1999        | Scorpio               | 6047      | 11.347           | Tirrenia                                 | Schnellfähre des Typs MDV 3000 |
| 2001        | Golden Princess       | 6050      | 109.000          | Princess Cruises                         | Kreuzfahrtschiff, Grand-Klasse |
| 2002        | Carnival Conquest     | 6057      | 110.329          | Carnival Cruise Line                     | Kreuzfahrtschiff, Typschiff der Conquest-Klasse (fünf Schiffe)                                                                                         |
| 2002        | Danielle Casanova     | 6081      | 41.500           | SNCM, ab 2016 Corsica Linea              | Passagierfähre |
| 2002        | Star Princess         | 6051      | 109.000          | Princess Cruises                         | Kreuzfahrtschiff, Grand-Klasse |
| 2002        | Zuiderdam             | 6075      | 81.769           | Holland-America Line                     | Kreuzfahrtschiff, Typschiff der Vista-Klasse (11 Schiffe)                                                                                              |
| 2003        | Caribbean Princess    | 6067      | 112.894          | Princess Cruises                         | Kreuzfahrtschiff, Typschiff der Caribbean-Klasse (ein Schiff)                                                                                          |
| 2003        | Carnival Glory        | 6058      | 110.239          | Carnival Cruise Line                     | Kreuzfahrtschiff, Conquest-Klasse |
| 2003        | Costa Fortuna         | 6086      | 102.587          | Costa Crociere                           | bei Indienststellung größtes in Italien gebautes Kreuzfahrtschiff (Nov. 2003), Destiny/Triumph-Klasse                                                  |
| 2003        | Oosterdam             | 6076      | 81.769           | Holland-America Line                     | Kreuzfahrtschiff, Vista-Klasse |
| 2004        | Caribbean Princess    | 6067      | 116.000          | Princess Cruises                         | Kreuzfahrtschiff, Caribbean-Klasse |
| 2004        | Carnival Valor        | 6082      | 110.239          | Carnival Cruise Line                     | Kreuzfahrtschiff, Conquest-Klasse |
| 2004        | Costa Magica          | 6087      | 102.200          | Costa Crociere                           | Kreuzfahrtschiff, Destiny/Triumph-Klasse, seit 2023 Mykonos Magic                                                                                      |
| 2004        | Westerdam             | 6077      | 81.769           | Holland-America Line                     | Kreuzfahrtschiff, Vista-Klasse |
| 2005        | Arcadia               | 6078      | 82.505           | P&O Cruises                              | Kreuzfahrtschiff, Vista-Klasse (modernisiert) |
| 2005        | Carnival Liberty      | 6111      | 110.000          | Carnival Cruise Line                     | Kreuzfahrtschiff, Conquest-Klasse (modernisiert) |
| 2005        | Moby Aki              | 6116      | 36.284           | Moby Lines                               | RoPax-Fährschiff (kombinierte Passagier-Fracht-Fähre)                                                                                                  |
| 2006        | Costa Concordia       | 6122      | 114.147          | Costa Crociere                           | bei Indienststellung größtes in Italien gebautes Kreuzfahrtschiff (Juni 2006), Typschiff der Concordia-Klasse (sechs Schiffe)                          |
| 2006        | Crown Princess        | 6100      | 113.561          | Princess Cruises                         | Kreuzfahrtschiff, Typschiff der Crown-Klasse (drei Schiffe)                                                                                            |
| 2006        | Finnstar              | 6123      | 42.923           | Finnlines                                | RoPax-Fähre, Typschiff der Star-Klasse (vier Schiffe)                                                                                                  |
| 2006        | Noordam               | 6079      | 82.475           | Holland-America Line                     | Kreuzfahrtschiff, Vista-Klasse |
| 2007        | Arcadia               | 6078      | 83.781           | P&O Cruises                              | Kreuzfahrtschiff, Vista-Klasse |
| 2007        | Carnival Freedom      | 6129      | 110.320          | Carnival Cruise Line                     | Kreuzfahrtschiff, Conquest-Klasse (modernisiert) |
| 2007        | Costa Serena          | 6130      | 114.500          | Costa Crociere                           | Kreuzfahrtschiff, Concordia-Klasse |
| 2007        | Emerald Princess      | 6131      | 113.500          | Princess Cruises                         | Kreuzfahrtschiff, Crown-Klasse |
| 2007        | Fram                  | 6144      | 11.647           | Hurtigruten ASA                          | Expeditions-Kreuzfahrtschiff, Fährschiff |
| 2007        | Queen Victoria        | 6127      | 90.049           | Cunard Line                              | Kreuzfahrtschiff, Vista-Klasse |
| 2008        | Carnival Splendor     | 6135      | 113.300          | Carnival Cruise Line                     | Kreuzfahrtschiff, einziges Schiff der Splendor-Klasse                                                                                                  |
| 2008        | Cruise Roma           | 6136      | 54.310           | Grimaldi Lines                           | RoPax-Schnellfähre, Typschiff |
| 2008        | Eurodam               | 6149      | 86.273           | Holland-America Line                     | Kreuzfahrtschiff, Typschiff der Signature-Klasse |
| 2008        | Ruby Princess         | 6150      | 116.000          | Princess Cruises                         | Kreuzfahrtschiff, Crown-Klasse |
| 2008        | Superstar             | 6140      | 36.277           | Tallink Superfast Ltd.                   | RoPax-Fährschiff |
| 2008        | Ventura               | 6132      | 116.000          | P&O Cruises                              | Kreuzfahrtschiff |
| 2009        | Costa Luminosa        | 6155      | 92.720           | Costa Crociere                           | Kreuzfahrtschiff, Spirit/Vista-Klasse |
| 2009        | Costa Pacifica        | 6148      | 114.288          | Costa Crociere                           | Kreuzfahrtschiff, Concordia-Klasse; Taufe gemeinsam mit der Costa Luminosa (oben)                                                                      |
| 2009        | Carnival Dream        | 6151      | 128.251          | Carnival Cruise Line                     | Kreuzfahrtschiff, Typschiff der Dream-Klasse (drei Schiffe)                                                                                            |
| 2009        | Cavour                |           |                  | Marina Militare Italiana                 | Flugzeugträger der italienischen Marine |
| 2009        | Cruise Europa         | 6138      | 54.310           | Minoan Lines                             | RoPax-Schnellfähre |
| 2009        | Silver Spirit         | 6178      | 36.000           | Silversea Cruises                        | Kreuzfahrtschiff |
| 2010        | Azura                 | 6166      | 115.055          | P&O Cruises                              | Kreuzfahrtschiff |
| 2010        | Costa Deliziosa       | 6164      | 92.720           | Costa Crociere                           | Kreuzfahrtschiff, Spirit/Vista-Klasse |
| 2010        | Le Boreal             | 6192      | 10.944           | Compagnie du Ponant                      | Kreuzfahrtschiff, Boreal-Klasse |
| 2010        | Nieuw Amsterdam       | 6181      | 86.273           | Holland-America Line                     | Kreuzfahrtschiff, Signature-Klasse |
| 2010        | Queen Elizabeth       | 6187      | 90.900           | Cunard Line                              | Kreuzfahrtschiff, Vista-Klasse |
| 2011        | Carnival Magic        | 6167      | 128.000          | Carnival Cruise Line                     | Kreuzfahrtschiff, Dream-Klasse |
| 2011        | Costa Favolosa        | 6188      | 113.216          | Costa Crociere                           | Kreuzfahrtschiff, Concordia-Klasse |
| 2011        | L’Austral             | 6193      | 10.944           | Compagnie du Ponant                      | Kreuzfahrtschiff, Boreal-Klasse |
| 2011        | Marina                | 6194      | 66.084           | Oceania Cruises                          | Kreuzfahrtschiff, Typschiff der Oceania-Klasse (2 Schiffe)                                                                                             |
| 2012        | Carnival Breeze       | 6201      | 128.052          | Carnival Cruise Line                     | Kreuzfahrtschiff, Dream-Klasse |
| 2012        | Costa Fascinosa       | 6189      | 113.216          | Costa Crociere                           | Kreuzfahrtschiff, Concordia-Klasse |
| 2012        | Riviera               | 6195      | 66.084           | Oceania Cruises                          | Kreuzfahrtschiff, Oceania-Klasse |
| 2013        | Le Soléal             | 6229      | 10.944           | Compagnie du Ponant                      | Kreuzfahrtschiff, Boreal-Klasse |
| 2013        | Royal Princess        | 6223      | 142.714          | Princess Cruises                         | Kreuzfahrtschiff, Typschiff der Royal-Klasse |
| 2014        | Costa Diadema         | 6203      | 132.500          | Costa Crociere                           | Kreuzfahrtschiff, Dream-Klasse |
| 2014        | Regal Princess        | 6224      | 142.714          | Princess Cruises                         | Kreuzfahrtschiff, Royal-Klasse |
| 2015        | Britannia             | 6231      | 141.000          | P&O Cruises                              | Kreuzfahrtschiff, Royal-Klasse |
| 2015        | F.-A.-Gauthier        | 6239      | 15.901           | Société des traversiers du Québec        | RoPax-Fährschiff |
| 2015        | Viking Star           | 6236      | 47.800           | Viking Ocean Cruises                     | Kreuzfahrtschiff |
| 2015        | Le Lyrial             | 6230      | 10.944           | Compagnie du Ponant                      | Kreuzfahrtschiff, Boreal-Klasse |
| 2016        | Koningsdam            | 6241      | 99.000           | Holland-America Line                     | Kreuzfahrtschiff, Typschiff der Pinnacle-Klasse |
| 2016        | Viking Sea            | 6245      | 47.800           | Viking Ocean Cruises                     | Kreuzfahrtschiff |
| 2016        | Carnival Vista        | 6242      | 135.500          | Carnival Cruise Line                     | Kreuzfahrtschiff, Typschiff der Vista-Klasse |
| 2016        | Seven Seas Explorer   | 6250      | 55.254           | Regent Seven Seas Cruises                | Kreuzfahrtschiff, Typschiff der Explorer-Klasse |
| 2016        | Seabourn Encore       | 6251      | 41.865           | Seabourn Cruise Line                     | Kreuzfahrtschiff |
| 2017        | Majestic Princess     | 6232      | 144,216          | Princess Cruises                         | Kreuzfahrtschiff |
| 2017        | MSC Seaside           | 6256      | 154.000          | MSC Cruises                              | Kreuzfahrtschiff |
| 2017        | Silver Muse           | 6226      | 47.800           | Silversea Cruises                        | Kreuzfahrtschiff, Typschiff der Muse-Klasse |
| 2017        | Viking Sky            | 6237      | 47.700           | Viking Ocean Cruises                     | Kreuzfahrtschiff |
| 2017        | Viking Sun            | 6245      | 47.800           | Viking Ocean Cruises                     | Kreuzfahrtschiff |
| 2018        | Seabourn Ovation      | 6258      | 40.350           | Seabourn Cruise Line                     | Kreuzfahrtschiff |
| 2018        | Nieuw Statendam       | 6244      | 99.902           | Holland-America Line                     | Kreuzfahrtschiff, Pinnacle-Klasse |
| 2018        | Carnival Horizon      | 6243      | 135.500          | Carnival Cruise Line                     | Kreuzfahrtschiff, Vista-Klasse |
| 2018        | Viking Orion          | 6253      | 47.800           | Viking Ocean Cruises                     | Kreuzfahrtschiff |
| 2018        | MSC Seaview           | 6257      | 154.000          | MSC Cruises                              | Kreuzfahrtschiff |
| 2018        | Kronprins Haakon      |           |                  | Norwegian Institute of Marine Research   | Forschungseisbrecher, gemeinschaftliches Projekt der Universität Tromsø, des Norwegischen Polarinstituts u. des Norwegian Institute of Marine Research |
| 2019        | Spartaco Schergat (1) |           |                  | Marina Militare Italiana                 | Mehrzweckfregatte, FREMM-Baureihe, an Ägypten als Al-Galala                                                                                            |
| 2019        | Viking Jupiter        | 6254      | 47.800           | Viking Ocean Cruises                     | Kreuzfahrtschiff |
| 2019        | Costa Venezia         | 6271      | 135.500          | Costa Crociere                           | Kreuzfahrtschiff, Vista-Klasse |
| 2019        | Sky Princess          | 6268      | 145,281          | Princess Cruises                         | Kreuzfahrtschiff, Royal-Klasse |
| 2019        | Carnival Panorama     | 6272      | 135.500          | Carnival Cruise Line                     | Kreuzfahrtschiff, Vista-Klasse |
| 2020        | Emilio Bianchi (1)    |           |                  | Marina Militare Italiana                 | Mehrzweckfregatte, FREMM-Baureihe, an Ägypten als Bernees                                                                                              |
| 2020        | Costa Firenze         | 6273      | 135.300          | Costa Crociere                           | Kreuzfahrtschiff, Vista-Klasse |
| 2020        | Enchanted Princess    | 6275      | 145.281          | Princess Cruises                         | Kreuzfahrtschiff, Royal-Klasse |
| 2020        | Scarlet Lady          | 6287      | 108.192          | Virgin Voyages                           | Kreuzfahrtschiff, Lady-Ships-Klasse |
| 2020        | Silver Moon           | 6279      | 40.885           | Silversea Cruises                        | Kreuzfahrtschiff, Muse-Klasse |
| 2020        | Seven Seas Splendor   | 6281      | 55.182           | Regent Seven Seas Cruises                | Kreuzfahrtschiff, Explorer-Klasse |
| 2021        | MSC Seashore          | 6306      | 170,412          | MSC Cruises                              | Kreuzfahrtschiff, Typschiff der Seaside-Evo-Klasse (2 Schiffe)                                                                                         |
| 2021        | Rotterdam             | 6278      | 99.935           | Holland-America Line                     | Kreuzfahrtschiff, Pinnacle-Klasse |
| 2021        | Silver Dawn           | 6280      | 40.885           | Silversea Cruises                        | Kreuzfahrtschiff, Muse-Klasse |
| 2021        | Valiant Lady          | 6288      | 108.192          | Virgin Voyages                           | Kreuzfahrtschiff, Lady Ships-Klasse |
| 2021        | Viking Venus          | 6283      | 47.842           | Viking Ocean Cruises                     | Kreuzfahrtschiff |
| 2021        | Vulcano               |           |                  | Marina Militare                          | Versorgungsschiff der italienischen Marine / Typschiff der Vulcano-Klasse                                                                              |
| 2022        | Discovery Princess    | 6290      | 145.281          | Princess Cruises                         | Kreuzfahrtschiff, Royal-Klasse |
| 2022        | MSC Seascape          | 6307      | 170.412          | MSC Cruises                              | Kreuzfahrtschiff, Seaside-Evo-Klasse |
| 2022        | Norwegian Prima       | 6298      | 143.535          | Norwegian Cruise Line                    | Kreuzfahrtschiff, Typschiff der Leonardo-Klasse (auch Prima-Klasse)                                                                                    |
| 2022        | Resilient Lady        | 6289      | 108.232          | Virgin Voyages                           | Kreuzfahrtschiff, Lady Ships-Klasse |
| 2022        | Viking Mars           | 6284      | 47.842           | Viking Ocean Cruises                     | Kreuzfahrtschiff |
| 2022        | Viking Neptune        | 6285      | 47.878           | Viking Ocean Cruises                     | Kreuzfahrtschiff |
| 2023        | Brilliant Lady        | 6304      | 108.232          | Virgin Voyages                           | Kreuzfahrtschiff, Lady Ships-Klasse |
| 2023        | Explora I             | 6319      | 63.621           | Explora Journeys                         | Kreuzfahrtschiff |
| 2023        | Norwegian Viva        | 6299      | 143.535          | Norwegian Cruise Line                    | Kreuzfahrtschiff, Leonardo-Klasse |
| 2023        | Vista                 | 6308      | 67.817           | Oceania Cruises                          | Kreuzfahrtschiff, Typschiff der Allura-Klasse |
| 2023        | Seven Seas Grandeur   | 6282      | 56,199           | Regent Seven Seas Cruises                | Kreuzfahrtschiff, Explorer-Klasse |
| 2023        | Viking Saturn         | 6286      | 47.842           | Viking Ocean Cruises                     | Kreuzfahrtschiff |
| 2024        | Viking Vela           | 6316      | 53.769           | Viking Ocean Cruises                     | Kreuzfahrtschiff |
| 2024        | Explora II            | 6320      | 63.621           | Explora Journeys                         | Kreuzfahrtschiff |
| 2024        | Queen Anne            | 6274      | 114.188          | Cunard Line                              | Kreuzfahrtschiff, modifizierte Version der Pinnacle-Klasse                                                                                             |
| 2024        | Sun Princess          | 6310      | 177.882          | Princess Cruises                         | Kreuzfahrtschiff, Typschiff der Sphere-Klasse |
| 2024        | Trieste               | 6260      |                  | Marina Militare                          | Amphibisches Angriffsschiff der italienischen Marine                                                                                                   |
| 2025        | Mein Schiff Relax     | 6312      | 157.651          | TUI Cruises                              | Kreuzfahrtschiff, Typschiff der InTUItion-Klasse |
| 2025        | Norwegian Aqua        | 6300      | 156.300          | Norwegian Cruise Line                    | Leonardo-Klasse/Leonardo-Plus-Klasse |
| 2025        | Spartaco Schergat (2) |           |                  | Marina Militare Italiana                 | Mehrzweckfregatte, FREMM-Baureihe, neuntes Schiff der ital. Bergamini-Klasse                                                                           |
| 2025        | Viking Vesta          | 6318      | 53.769           | Viking Ocean Cruises                     | Kreuzfahrtschiff |
| 2025        | Allura                | 6309      | 67.000           | Oceania Cruises                          | Kreuzfahrtschiff |
| 2025        | Emilio Bianchi (2)    |           |                  | Marina Militare Italiana                 | Mehrzweckfregatte, FREMM-Baureihe, zehntes Schiff der ital. Bergamini-Klasse                                                                           |